# Liste der Biografien/Joni
Liste der Biografien |
Portal Biografien |
Personensuche
# |
A |
B |
C |
D |
E |
F |
G |
H |
I |
J |
K |
L |
M |
N |
O |
P |
Q |
R |
S |
T |
U |
V |
W |
X |
Y |
Z |
?
 
Ja |
Jb |
Jd |
Je |
Jh |
Ji |
Jj |
Jl |
Jn |
Jm |
Jo |
Jp |
Jr |
Js |
Jt |
Ju |
Jv |
Jw |
Jy
 
Joa–Jog |
Joh |
Joi–Jom |
Jon |
Joo |
Jop |
Jor |
Jos |
Jot |
Jou |
Jov |
Jow |
Jox |
Joy |
Joz
 
Jona |
Jonc |
Jond |
Jone |
Jong |
Joni |
Jonj |
Jonk |
Jonl |
Jonn |
Jono |
Jonq |
Jons |
Jont |
Jonu |
Jonx |
Jony |
Jonz
Die Liste der Biografien führt alle Personen auf, die in der deutschsprachigen Wikipedia einen Artikel haben. Dieses ist eine Teilliste mit 16 Einträgen von Personen, deren Namen mit den Buchstaben „Joni“ beginnt.

## Joni

### Jonia
- Joniak, Klemens (* 2005), polnischer Skispringer

### Jonie
- Jonietz, Ansgar (* 1984), deutscher Sozialunternehmer

### Jonig
- Jonigk, Thomas (* 1966), deutscher Dramaturg und Autor
- Jonigkeit, Elke (* 1944), deutsche Filmemacherin, Künstlerin und Kunstvermittlerin
- Jonigkeit, Evan (* 1983), US-amerikanischer Schauspieler und FilmproduzentEvan Jonigkeit (* 1983)

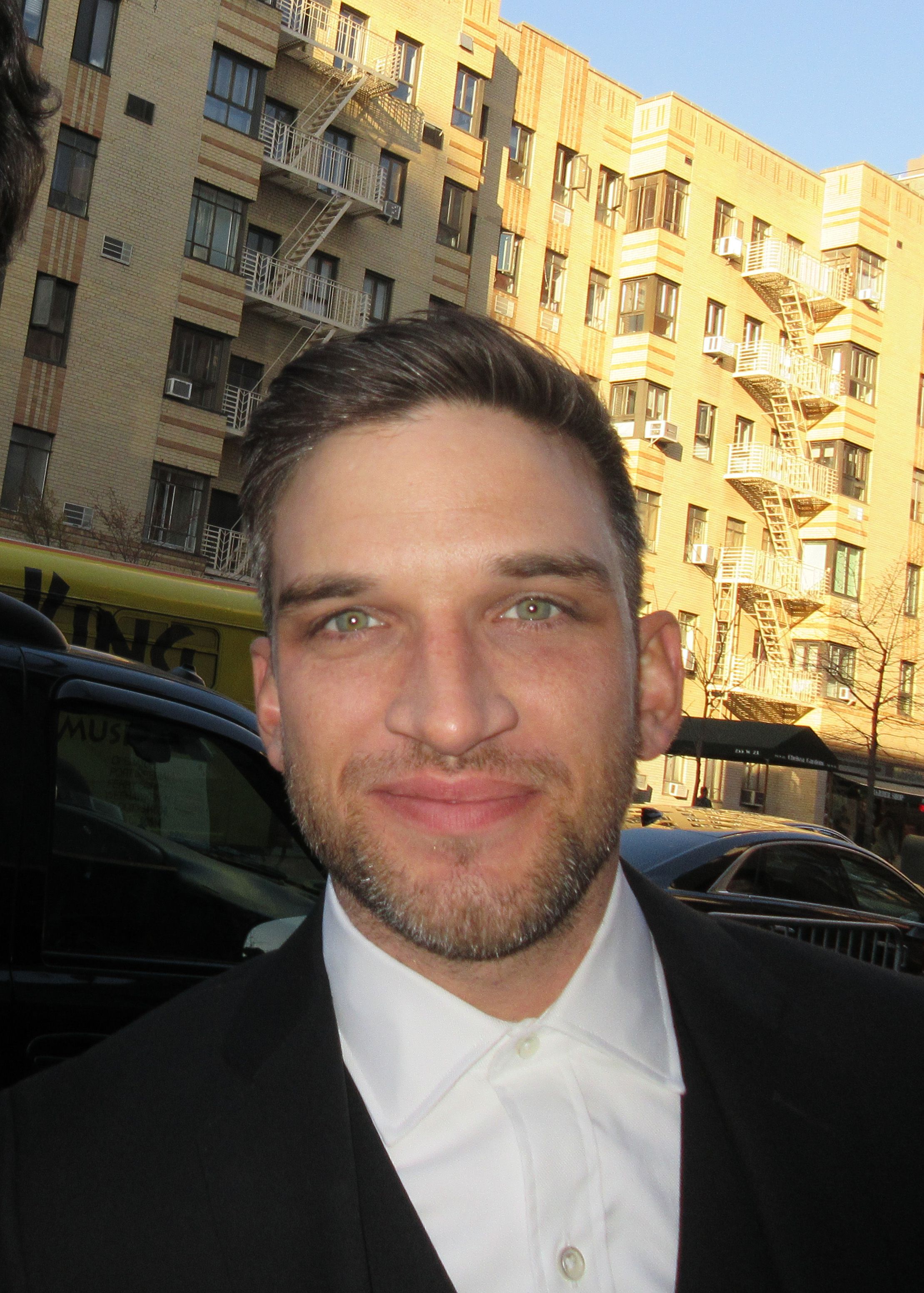
Evan Jonigkeit (* 1983)

- Jonigkeit, Walter (1907–2009), deutscher Kinobetreiber

### Jonik
- Jonik, Frank (1957–2019), kanadischer Snookerspieler
- Jonikaitis, Rolandas (* 1962), litauischer Politiker

### Jonin
- Jónína Bjartmarz (* 1952), isländische Politikerin, Umweltministerin
- Jónína Leósdóttir (* 1954), isländische Autorin
- Jónína Rós Guðmundsdóttir (* 1958), isländische Politikerin (Allianz)

### Jonis
- Jonischkan, Horst (1938–1979), deutscher Schauspieler
- Jonischkeit, Robert (* 1973), österreichischer evangelischer Geistlicher und Superintendent der Evangelischen Superintendentur A. B. Burgenland
- Jonischkies, Manfred (* 1942), deutscher Offizier, zuletzt Generalmajor

### Jonit
- Jonitz, Günther (* 1958), deutscher Chirurg und ärztlicher Standespolitiker
- Jonitz, Michael (* 1982), deutscher Politiker (CDU), MdBB